# Dammer Berge

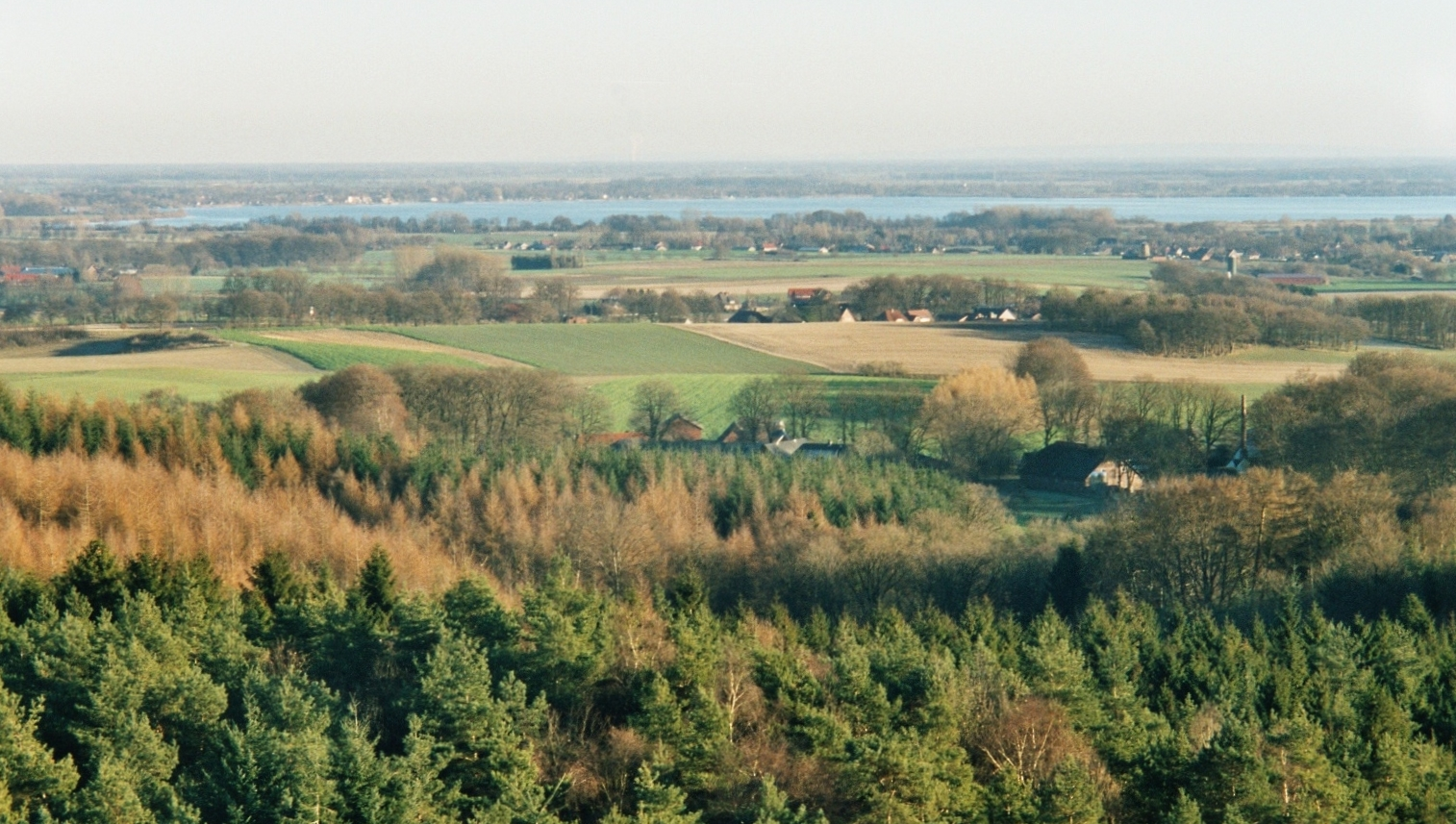
Blick vom Aussichtsturm auf dem Mordkuhlenberg zum Dümmer

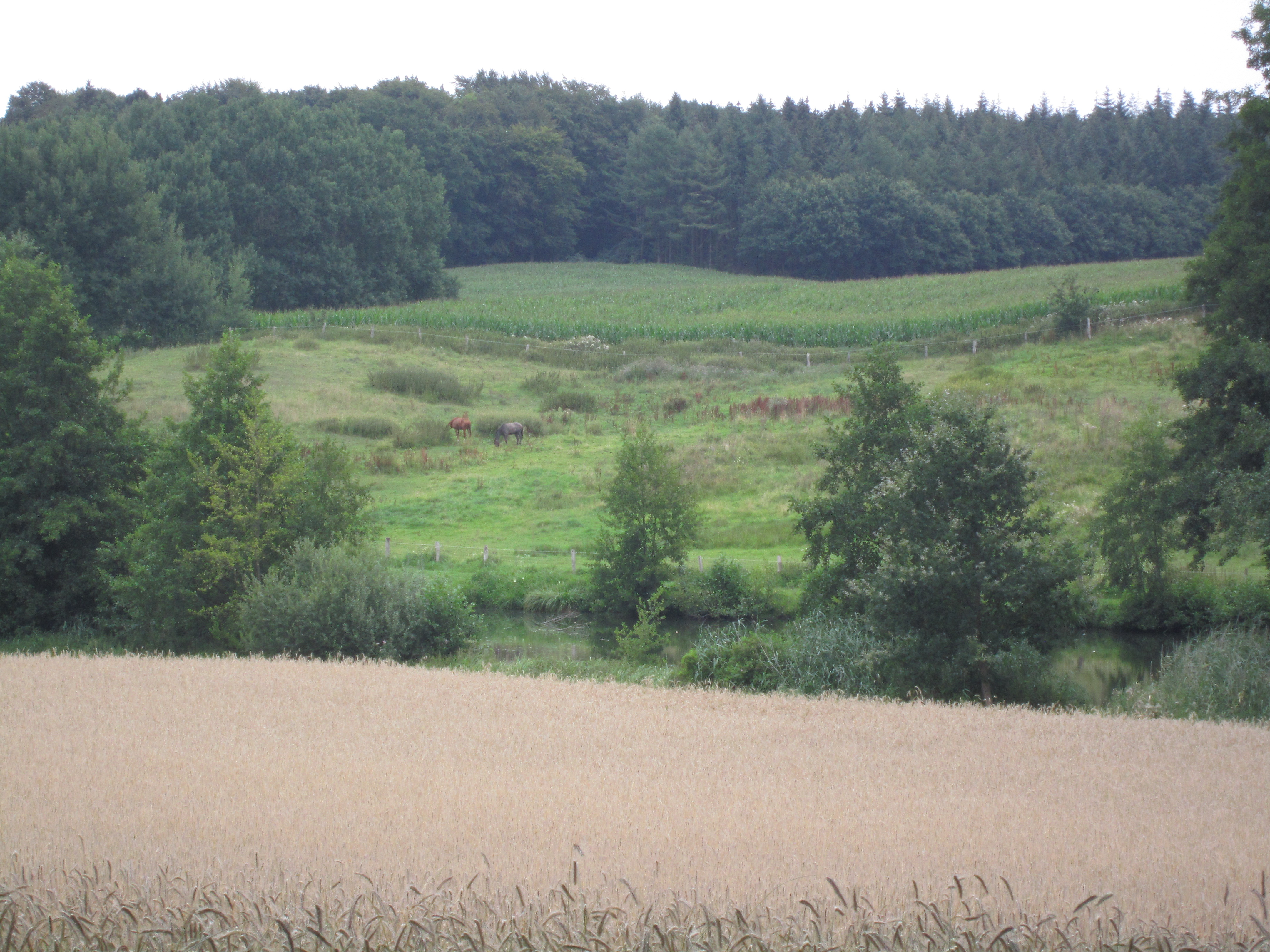
Dammer Berge in Wahlde

Die Dammer Berge sind ein bis 146 m ü. NHN hoher, bewaldeter Höhenzug des Oldenburger Münsterlands. Sie liegen bei Damme im Süden des niedersächsischen Landkreises Vechta, sind etwa 25 km lang und nur wenige Kilometer breit.

## Geographie

### Lage
Die im Naturpark Dümmer gelegenen Dammer Berge liegen am Südrand der Norddeutschen Tiefebene in der Dümmer-Geestniederung und im Südteil des Oldenburger Münsterlands. Der Höhenzug befindet sich zwischen den Gemeinden Neuenkirchen-Vörden im Südwesten, Holdorf im Nordwesten und Steinfeld am Mittelteil. Mit dem langgestreckten Nordauslauf des Naturraums Dammer Berge läuft er auf dem Gebiet der Städte Lohne und Vechta am Tal des Vechtaer Moorbaches aus. Etwas entfernt liegt im Südwesten der Bohmter Gemeindeteil Hunteburg. Die nächstgelegene Großstadt ist Osnabrück – etwa 30 km südsüdwestlich.
Der Signalberg ist mit 146 m Höhe die höchste Erhebung der Dammer Berge. Größtes Stillgewässer der Landschaft ist der zentral gelegene Dammer Bergsee. Östlich fließt in Süd-Nord-Richtung die Hunte am Höhenzug vorbei, westlich verläuft in gleicher Richtung die Hase.
Nachbarlandschaften der Dammer Berge sind (im Uhrzeigersinn): Nordöstlich das Große Moor bei Vechta, östlich die Diepholzer Moorniederung und jenseits davon der Höhenzug Kellenberg (bis 77 m). Südlich der Moorniederung und ostsüdöstlich des Höhenzugs liegt der See Dümmer und südöstlich davon der Höhenzug Stemweder Berg (bis 181,4 m). Südlich – jenseits des Großen Moors bei Damme – befinden sich im Naturpark Nördlicher Teutoburger Wald-Wiehengebirge die Westnordwestausläufer des Wiehengebirges (max. 319,6 m), die mit der Venner Egge bis 161 m hoch sind. Westlich liegt jenseits des Hasetals die Ankumer Höhe (bis 142 m), westnordwestlich das Artland und nordwestlich bis nördlich das Kernland des Oldenburger Münsterlands.

### Geologie
Die Dammer Berge sind Teil einer eiszeitlichen Endmoränenstaffel aus dem frühen Vergletscherungsgeschehen der Saaleeiszeit, dem so genannten Drenthe-I-Stadium. Zu dieser auch als Rehburger Phase bezeichneten Eisrandlage, die auf etwa 230.000 Jahre vor heute datiert werden kann, gehören auch die Lingener Höhe, die Ankumer Höhe, der Kellenberg und der Brelinger Berg, allerdings nicht die Rehburger Berge am Steinhuder Meer.
Zusammen mit ihrem fast symmetrischen Gegenstück, der Ankumer Höhe, zeichnen die Dammer Berge den markantesten Gletscherlobus dieser Eisrandlage nach. Diesen sogenannten Bersenbrück-Dammer Endmoränenbogen füllte die Tieflandsbucht des Artlands aus. Tief unter den Bergen befindet sich Eisenerz, das von 1939 bis 1967 durch die Firma Erzbergbau Porta-Damme AG abgebaut wurde. Dicht unter der Oberfläche hingegen sind von Neuenkirchen bis nach Vechta hochwertige Tonvorkommen mit einem hohen Eisengehalt zu finden, die bereits um 1650 zur Gründung einer Ziegelei im Vechtaer Stadtteil Hagen führten. Die Firma Olfry verarbeitet heute noch Ton, der von den Ausläufern der Dammer Berge stammt.

### Naturräumliche Zuordnung
Naturräumlich werden die Dammer Berge wie folgt zugeordnet:
- (zu 58 Dümmer-Geestniederung)
  - (zu 585 Bersenbrücker Land)
    - (zu 585.0 Bersenbrück-Dammer Endmoränenbogen)
      - 585.00 Bippener Berge (= Ankumer Höhe; westlicher Bogen)
      - 585.01 Ankumer Flottsand-Gebiet (südliche Ostabdachung der Bippener Berge bei Ankum und südlich davon)
      - 585.02 Suttruper Sander (mittlere Ostabdachung der Bippener Berge bei Kettenkamp und Nortrup-Suttrup)
      - 585.03 Dammer Berge (östlicher Bogen)
      - 585.04 Holdorfer Sander (Nordwestabdachung der Dammer Berge bei Holdorf, nach Süden bis Neuenkirchen reichend)
      - 585.05 Dammer Flottsand- und Sandergebiet (Südostabdachung der Dammer Berge bei Damme)

Zwischen 585.02 und 585.04 liegt das Artland (585.10), die Kernlandschaft des Quakenbrücker Beckens (585.1), dessen Süden am Tal der Hase bei Bersenbrück den westlichen und den östlichen Flügel voneinander trennt.

### Erhebungen

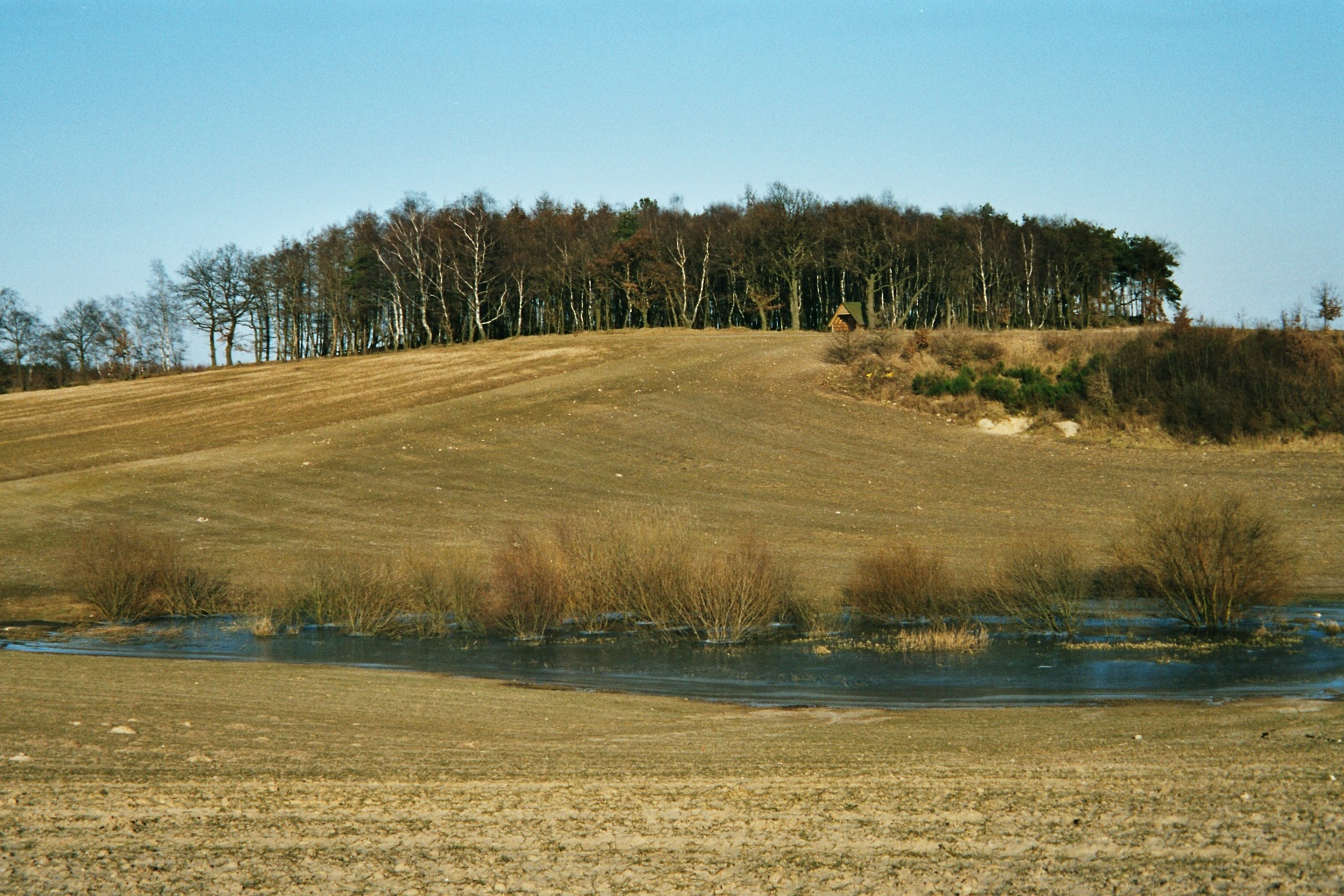
Endmoräne bei Dalinghausen

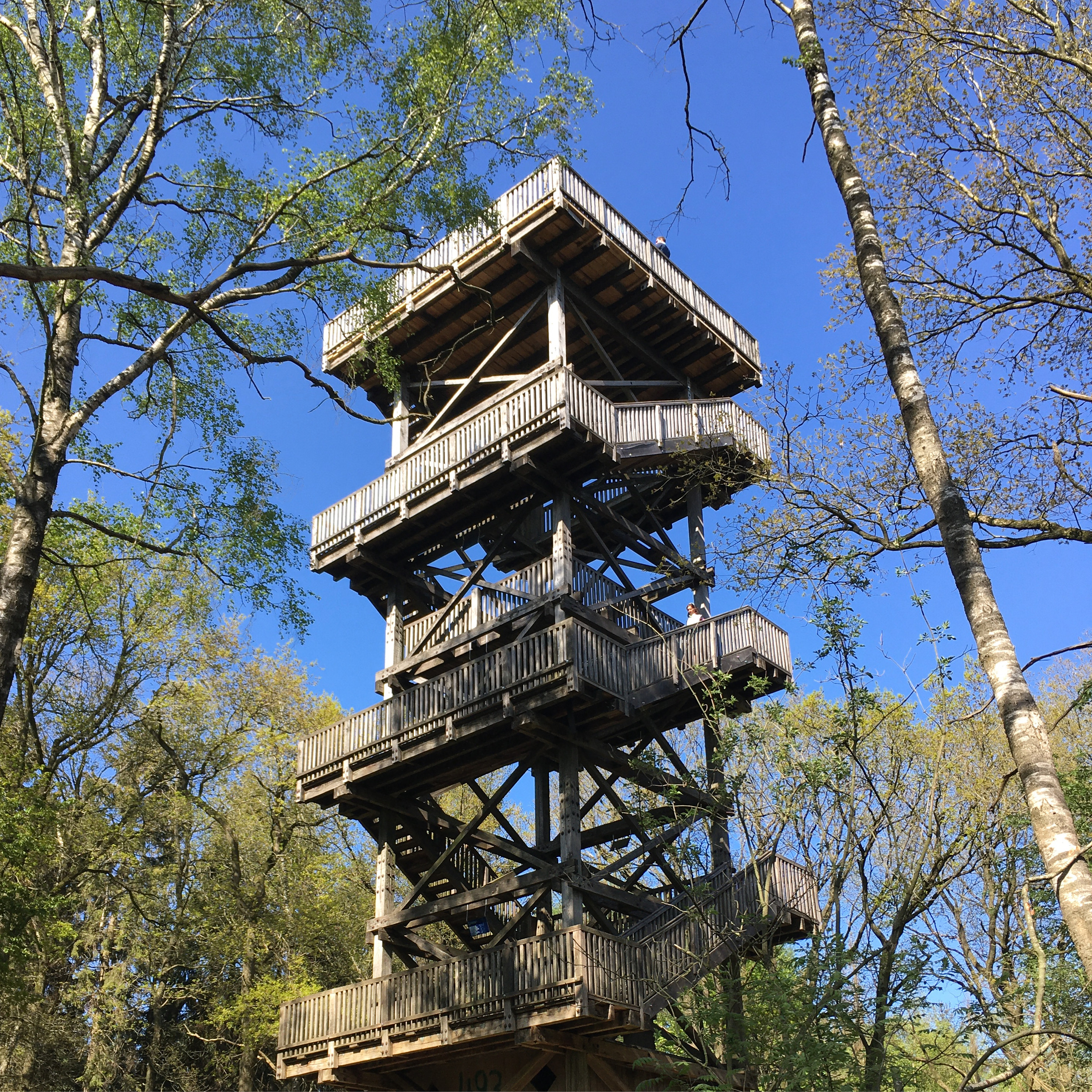
Aussichtsturm auf dem Mordkuhlenberg

Zu den Erhebungen der Dammer Berge mit ihrem naturräumlichen Nordauslauf gehören – sortiert nach Höhe in Meter über Normalhöhennull (NHN):
- Signalberg (146 m);[1] höchste Stelle des Oldenburger Münsterlands; mit Sendeturm und Fernmeldeturm – zwischen Damme und Steinfeld
- Mordkuhlenberg (142 m;[5] mit Aussichtsturm) – zwischen Damme und Steinfeld
- Kattenberg (125,7 m)[5] – westlich von Damme
- Kronenberg (124 m)[5] – bei Damme, westlich vom Dammer Bergsee
- Stappenberg (123 m)[1] – zwischen Steinfeld von Dalinghausen
- Spröckelnberg (122 m)[1] – westlich von Damme
- Kreuzberg (118 m)[1] – westsüdwestlich von Damme
- Wellenberg (116,3 m)[5] – westsüdwestlich von Damme
- Hülseberg (116 m)[5] – westlich von Damme
- Bökenberg (114 m)[1] – südöstlich von Steinfeld
- Steigenberg (111 m; mit Aussichtsturm)[1] – östlich von Neuenkirchen
- Gemeinenberge (110 m)[1] – nördlich von Dalinghausen
- Dreesberg (103 m; mit Aussichtsplattform)[1] – nördlich von Vörden
- Osterberg (97,2 m)[5] – südlich von Langenberg
- Voßkuhlenberg (95 m)[1] – westlich von Damme-Haverbeck
- Steinberg (85,2 m)[5] – südwestlich von Damme-Haverbeck
- Kokenberg (80 m)[1] – nordöstlich von Steinfeld-Holthausen
- Kokener Berge (69 m)[1] – nordwestlich von Lohne-Kroge-Ehrendorf
- Grevingsberg (69 m)[1] – in Lohne-Grevingsberg
- Hamberg (65 m)[1] – zwischen Lohne-Hamberg und -Südlohne
- Kreuzberg (58 m)[1] – zwischen Lohne-Nordlohne und -Krimpenfort

### Weser-Ems-Wasserscheide und Gewässer

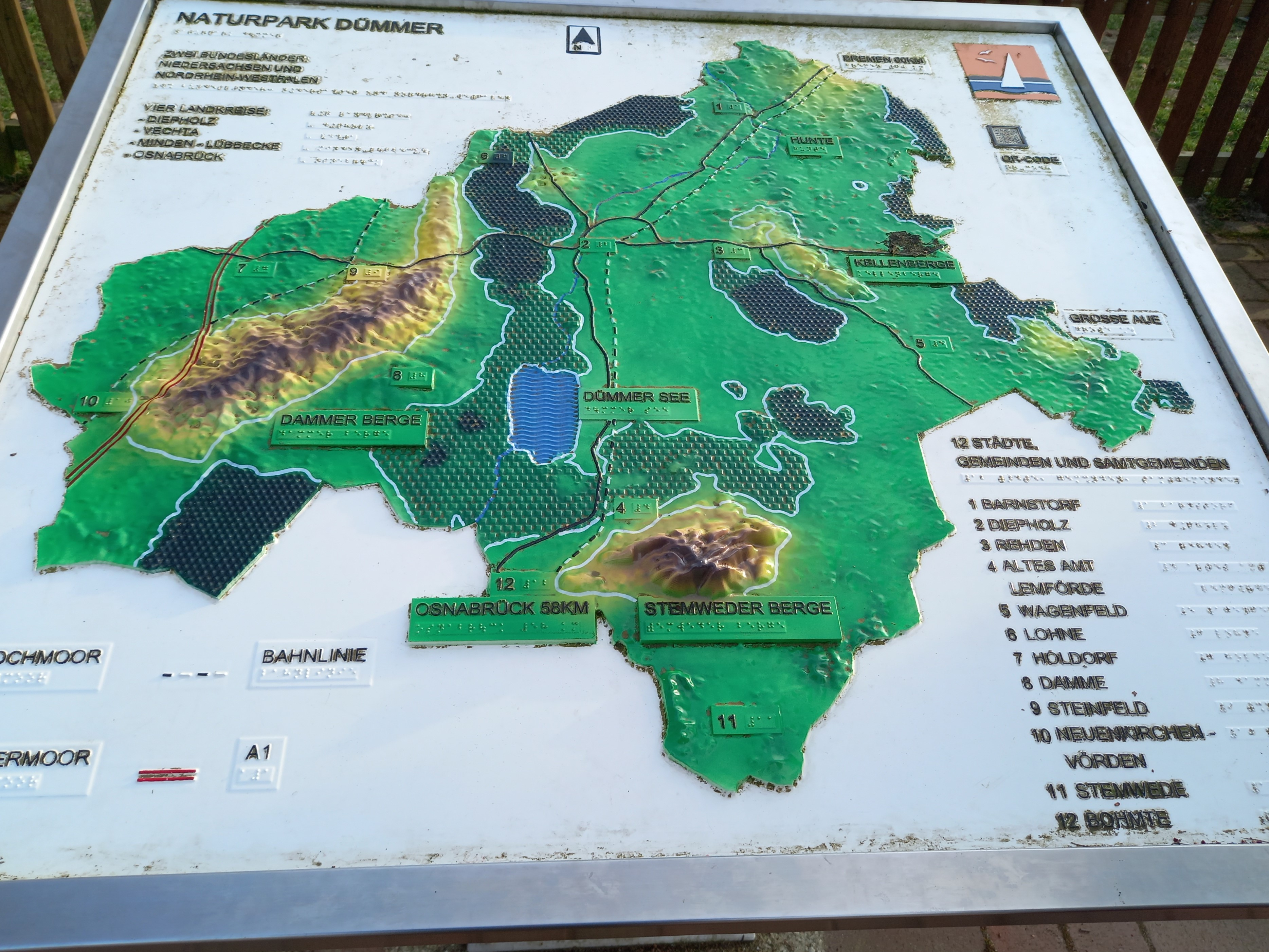
Eingenordete Reliefkarte des Naturparks Dümmer mit den Dammer Bergen im Westen

Die Dammer Berge liegen auf der Weser-Ems-Wasserscheide: Das Wasser aller Bäche, die vom Höhenzug ostwärts fließen, hat durch die Hunte die Weser zum Ziel, und jenes der westwärts verlaufenden Bäche erreicht durch die Hase die Ems.
Zu den Gewässern der Dammer Berge gehören:
Fließgewässer
- Hase, passiert den Höhenzug im Westen, östlicher Zufluss der Ems
  - Astruper Bach, entspringt im Süden des Höhenzugs zwischen dem Kreuz- und Steigenberg bei Wahlde, fließt südwärts durch Astrup und mündet in Vörden in die Vördener Aue, einem Zufluss des die Hase speisenden Nonnenbachs
  - Harpendorfer Mühlenbach, entspringt im Nordosten des Höhenzugs nahe dem Stappenberg, fließend überwiegend nordwärts, passiert Steinfeld und Harpendorf und mündet in den Trenkampsbach (Trenkampsmühler Mühlenbach; Mühlener Mühlenbach), der den zum Hase-Einzugsgebiet gehörenden Dinklager Mühlenbach speist
  - Hopener Mühlenbach, entspringt am Nordauslauf des Höhenzugs in Lohne, fließt westwärts und mündet nach Durchfließen von Dinklage auch in den zum Hase-Einzugsgebiet gehörenden Dinklager Mühlenbach
  - Kronlager Mühlenbach, entspringt im Südwesten des Höhenzugs nahe dem Kattenberg, fließt nordwestwärts, passiert den Hof Kronlage von Nellinghof und mündet in den Heller Binnenbach (Möllwiesenbach), der den zum Hase-Einzugsgebiet gehörenden Seitenkanal Wrau speist
- Hunte, passiert den Höhenzug im Osten, westlicher Zufluss der Weser
  - Dadau, entspringt am Nordauslauf des Höhenzugs östlich von Lohne-Hamberg, fließt erst nord- und dann ostwärts und mündet bei Cornau in die Hunte
  - Dammer Mühlenbach, entspringt im Mittelteil des Höhenzugs in der Dammer Bergmark zwischen den Dammer Ortsteilen Bexadde und Glückauf, fließt anfangs südwestwärts bei und durch Damme, danach südwärts und mündet in den Hunte-Zufluss Bornbach
  - Voßkuhlengraben (Voßkühlen Graben), entspringt im Mittelteil des Höhenzugs am Stappenberg, passiert den Voßkuhlenberg, fließt ostwärts durch Damme-Haverbeck und mündet in die Hunte

Stillgewässer
- Dammer Bergsee, (25 ha) in Naturschutzgebiet (105 ha), im Mittelteil des Höhenzugs bei Damme
- Heidesee (10 ha) am Nordwestfuß des Höhenzugs bei Holdorf
- Kalksandsteinsee (7 ha) auf dem Nordwesthang des Höhenzugs bei Holdorf

## Landschaftsbild

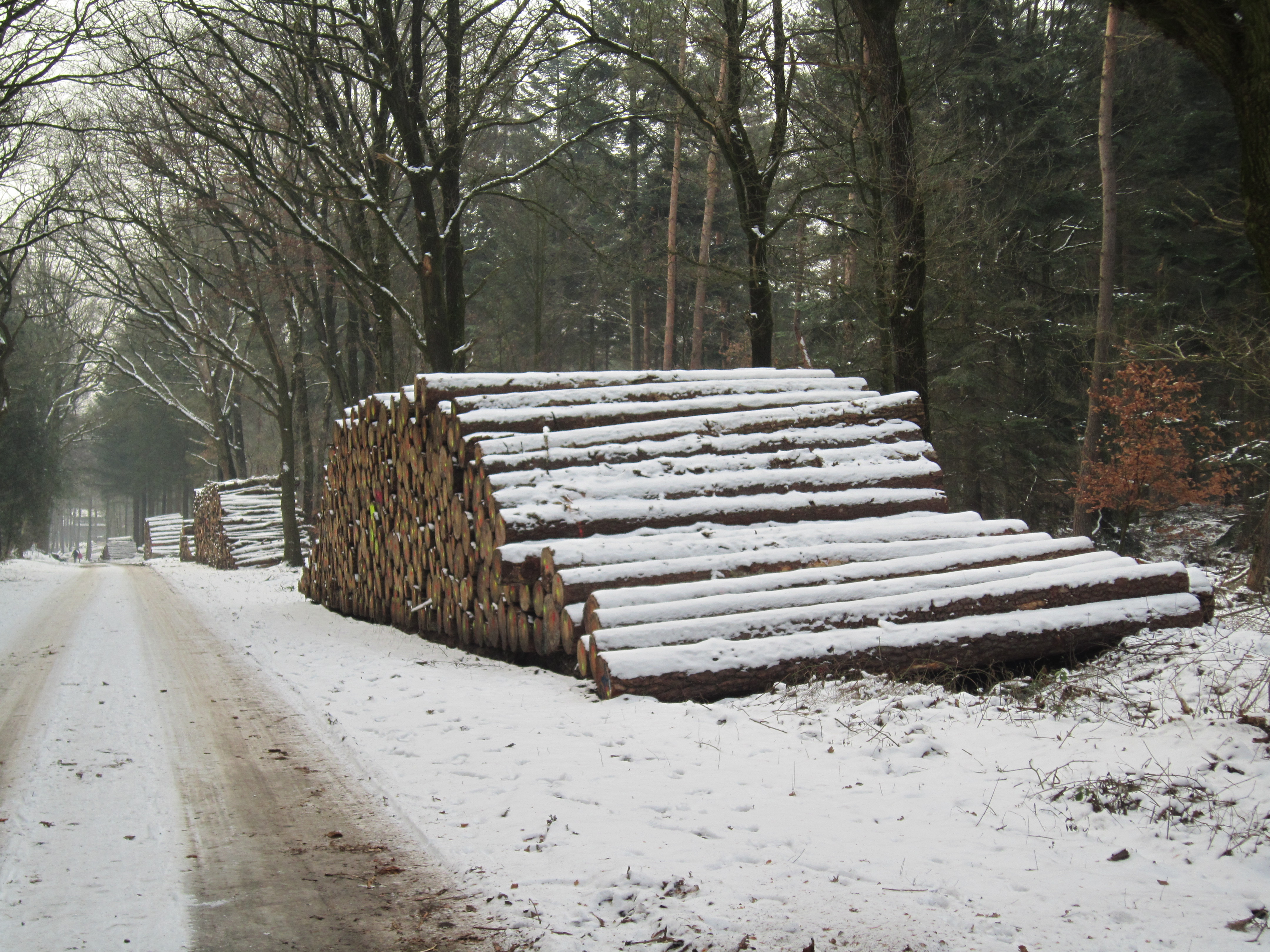
Weg vom Schweizerhaus zum Mordkuhlenberg

Im sanft geschwungenen Höhenzug Dammer Berge wechseln sich hügelige, forstwirtschaftlich genutzte Waldgebiete (überwiegend Kiefernwälder) und Täler mit Wiesen, Feldern und Weideflächen (zum Beispiel Pferdekoppeln) ab. Die zahlreichen Wege eignen sich für Radfahrer und Wanderer.
Gutachter für das Bundesamt für Naturschutz stufen die Dammer Berge als „Landschaft mit hoher Bedeutung für das natürliche und kulturelle Erbe als naturnahe Kulturlandschaft ohne wesentliche Prägung durch technische Infrastruktur“ ein. „Wertgebend“ für die „[t]ypische saaleeiszeitliche Endmoränenlandschaft mit hohen Kuppen (Moränenbögen) und teils tief erodierten Tälern“ seien vor allem die „alten Mischwaldkomplexe“.
Der Dammer Bergsee, um den der Naturpfad Dammer Bergsee führt, bildet ein Refugium für seltene Tiere, auch viele gefährdete Pflanzenarten kommen in diesem Gebiet vor: Von den bisher nachgewiesenen 364 Gefäßpflanzen sind 68 Arten in der Roten Liste der gefährdeten Arten Niedersachsens aufgeführt. Eine besonders bemerkenswerte Gruppe sind Reptilien, die in 4 Arten (Ringelnatter, Zaun- und Waldeidechse sowie Blindschleiche) vertreten sind. Aus der Vogelwelt sind Spechte mit 5 Arten sowie Waldschnepfe, Fichtenkreuzschnabel und Trauerschnäpper zu nennen. 1974 brüteten sogar Blauracken in diesem Waldgebiet, wurden aber später von einem Landwirt geschossen. Mit dem Hirsch-, dem Nashorn- und dem Maikäfer kommen hier 3 der größten heimischen Käferarten vor.

## Türme, Wandern, Erholung

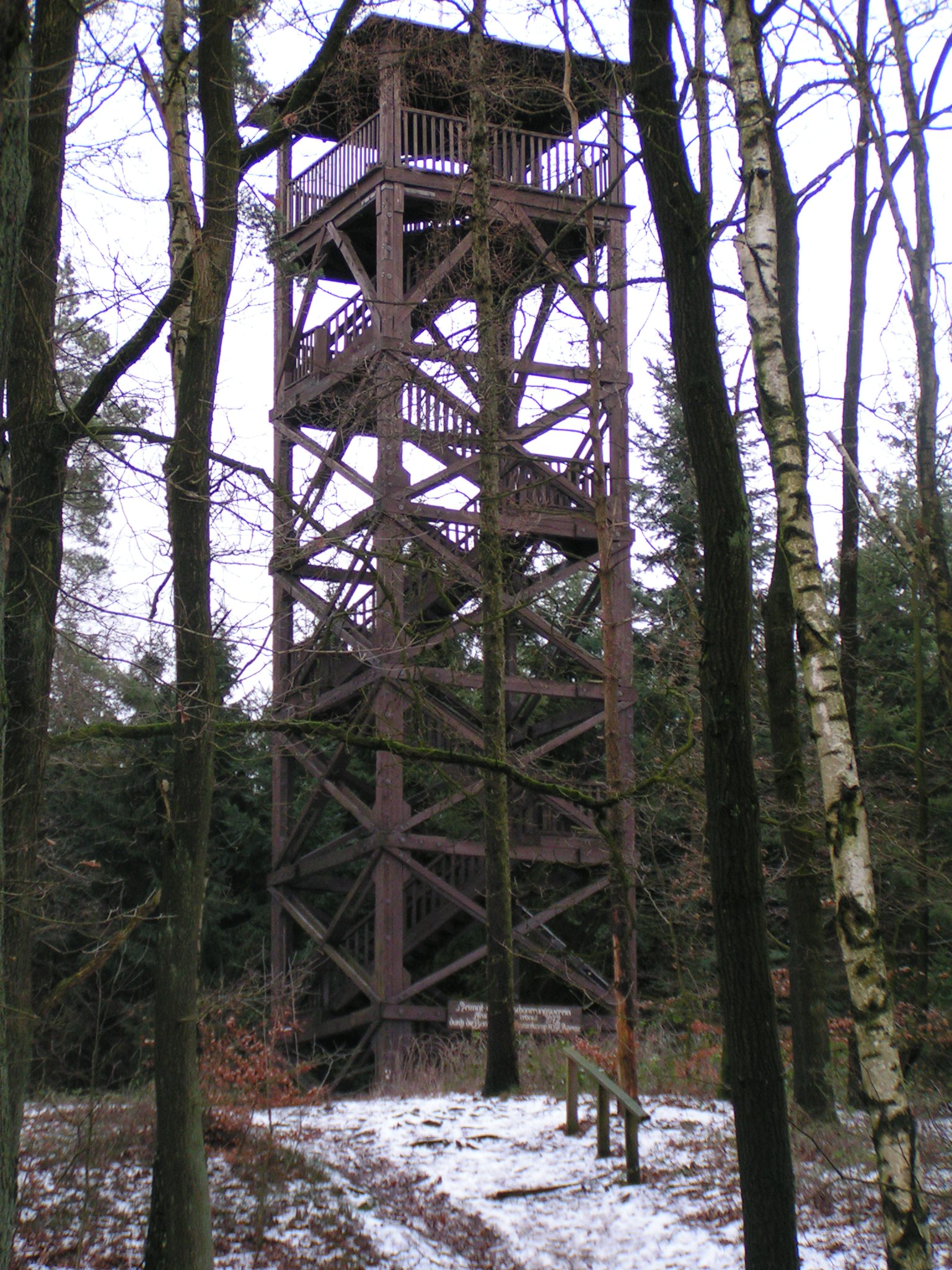
Aussichtsturm Steigenberg

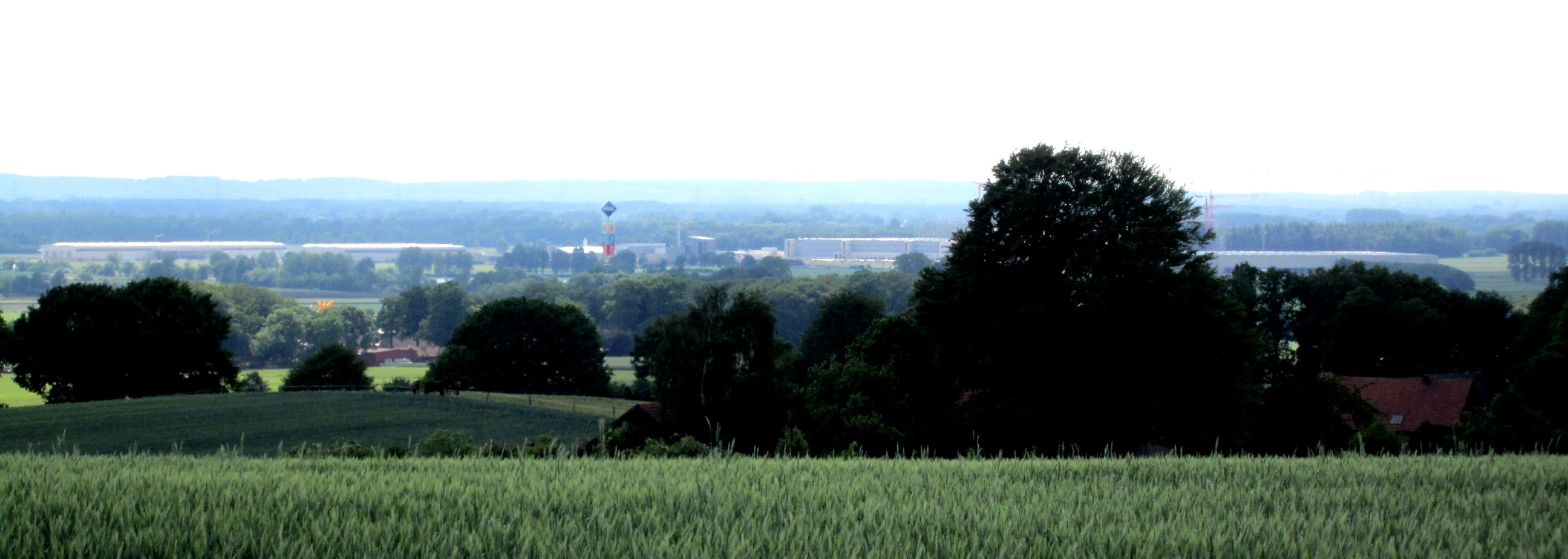
Blick vom Aussichtspunkt Dreesberg nach Südwesten mit dem Gewerbegebiet Niedersachsenpark an der A 1

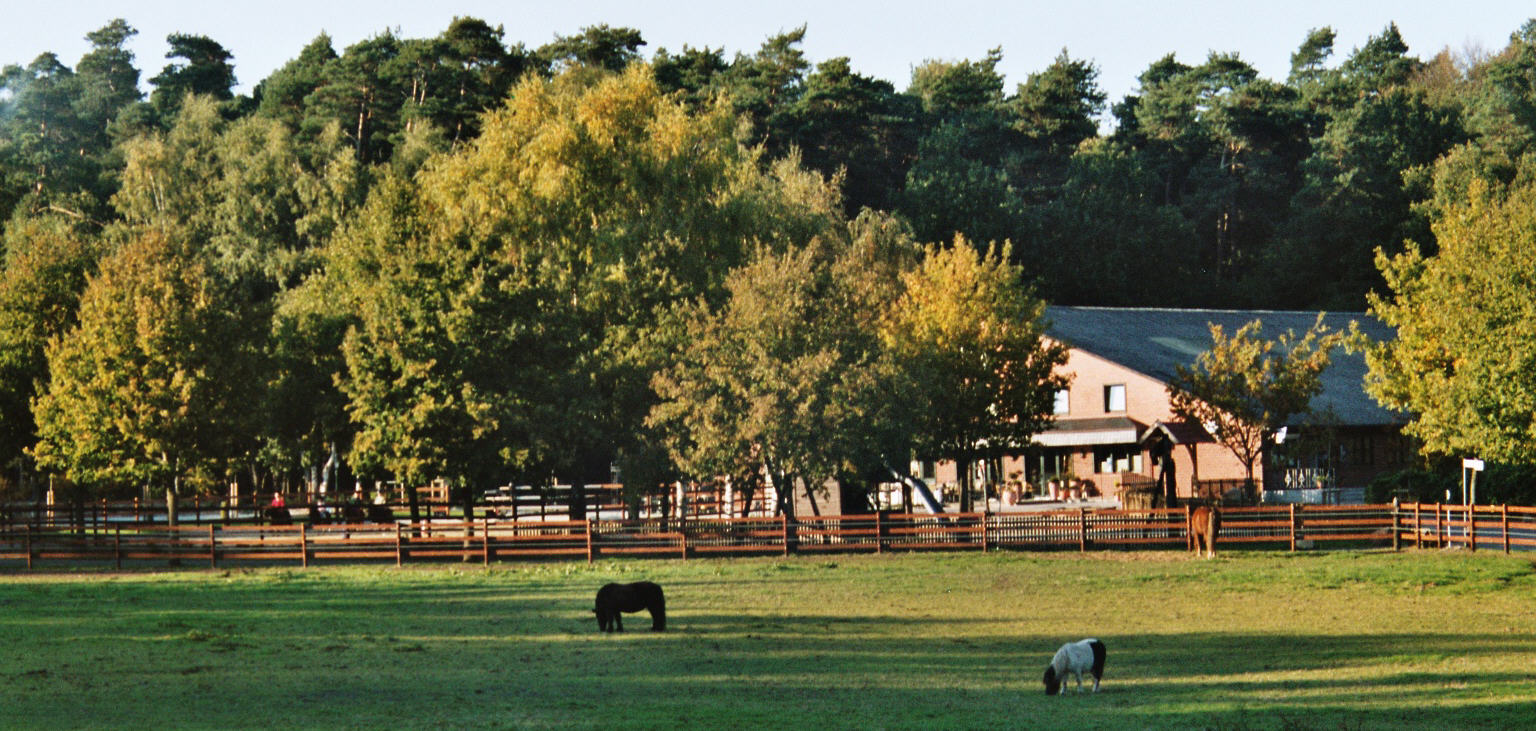
Erholungsgebiet Schemder Bergmark

Zu den Sehenswürdigkeiten der Dammer Berge gehören neben ihrer Waldlandschaft drei Aussichtstürme:
- Aussichtsturm Lohne (⊙) im Nordauslauf des Höhenzugs auf einer Anhöhe im Lohner Stadtwald: Der 1908 erbaute Turm ist 17,35 m hoch.[7] Er bietet Aussicht auf Lohne sowie unter anderem bis nach Quakenbrück und Cloppenburg.
- Aussichtsturm Mordkuhlenberg (⊙) im Mittelteil des Höhenzugs auf dem nahe Dalinghausen gelegenen Mordkuhlenberg: Er ist 20 m[8] hoch und wurde nach Renovierung im Mai 2013 wiedereröffnet. Von dessen Aussichtsplattform reicht der Blick über Großteile des Höhenzugs und den Naturpark Dümmer mit dem Dümmer sowie in das Oldenburger Münsterland und zum Wiehengebirge. Entlang dem Aufstieg zum Turm wurden im August 2013 acht Eisenskulpturen mit Motiven aus der Sage „Die Räuber vom Mordkuhlenberg“ aufgestellt.[9] Die Eisenplatten mit den mannsgroßen Figuren sind zehn Millimeter dick; die Figuren wurden per Laser aus Eisen herausgearbeitet.[10]
- Aussichtsturm Steigenberg (⊙) im Südwesten des Höhenzugs auf dem nahe Neuenkirchen gelegenen gleichnamigen Berg: Von seiner Aussichtsplattform fiel bis 2015 der Blick in das Osnabrücker Land und bis zum Wiehengebirge. Seitdem ist der Turm wegen Baufälligkeit gesperrt. Inzwischen wurde der Aussichtsturm abgerissen. Über einen Neubau gibt es derzeit einige neue Überlegungen.[11]
- Der fast ebenerdige Aussichtspunkt Dreesberg (⊙) bei Severinghausen bietet freie Sicht in westliche, südliche und östliche Richtung. Nahe Steinfeld befindet sich das Erholungsgebiet Schemder Bergmark; dort liegen ein Tagungshotel sowie ein Reiterhof und westlich davon ein Großsteingrab am Stappenberg.

Durch die Dammer Berge verläuft etwas in Nordnordost-Südsüdwest-Richtung der Pickerweg, ein ehemaliger Handels- und Pilgerweg, der als 107 km langer Wanderweg Wildeshausen mit Osnabrück verbindet. Um den Dammer Bergsee führt der 2,5 km lange Informationsweg Naturpfad Dammer Bergsee, dessen Schautafeln Tiere und Pflanzen thematisieren.
Auf dem Signalberg steht ein Sendeturm der Bundeswehr und auf seinem Nordhang ein 134 m hoher Fernmeldeturm der Deutschen Telekom.

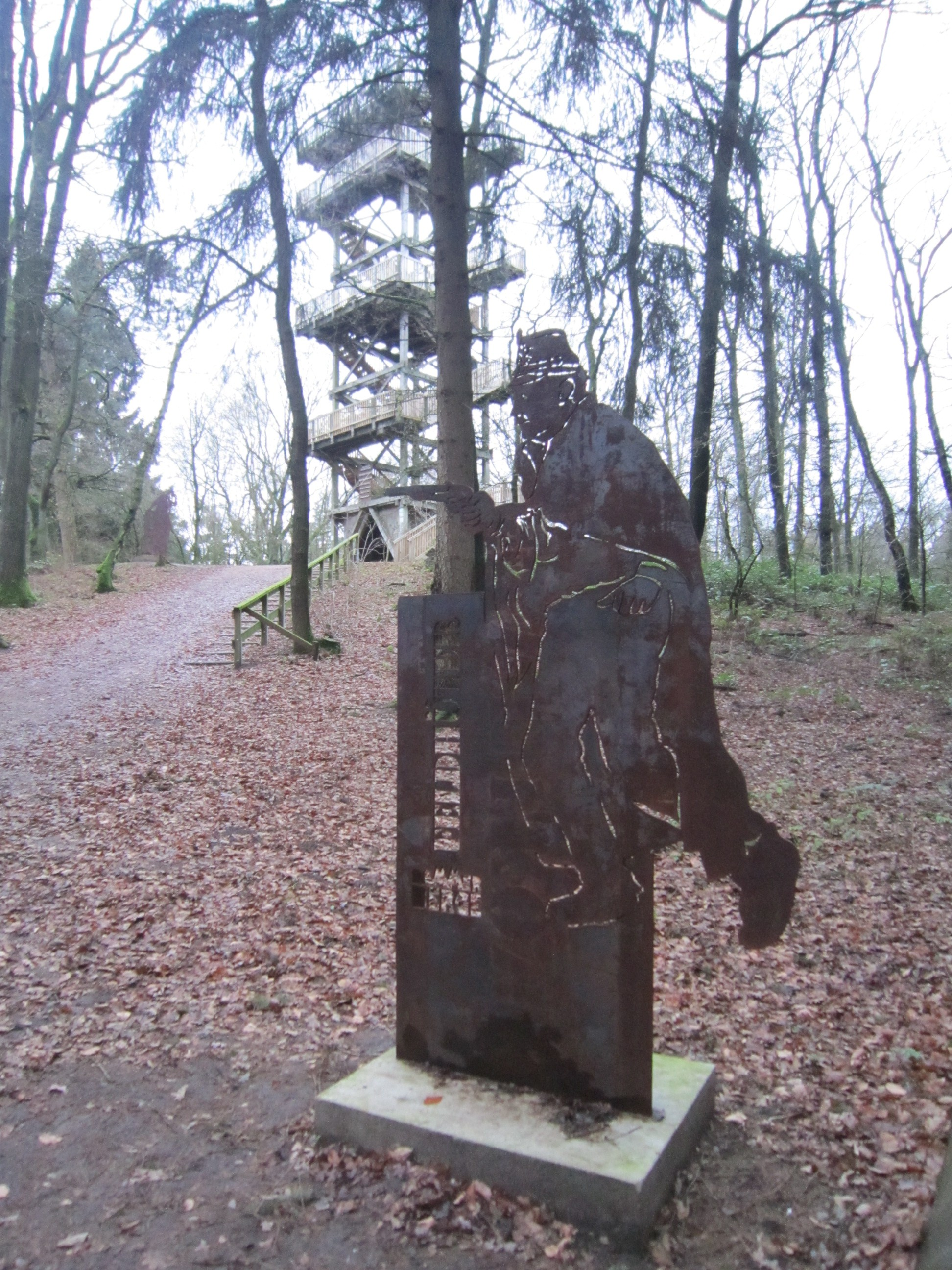
Eisenskulptur am Aufstieg zum Aussichtsturm Mordkuhlenberg
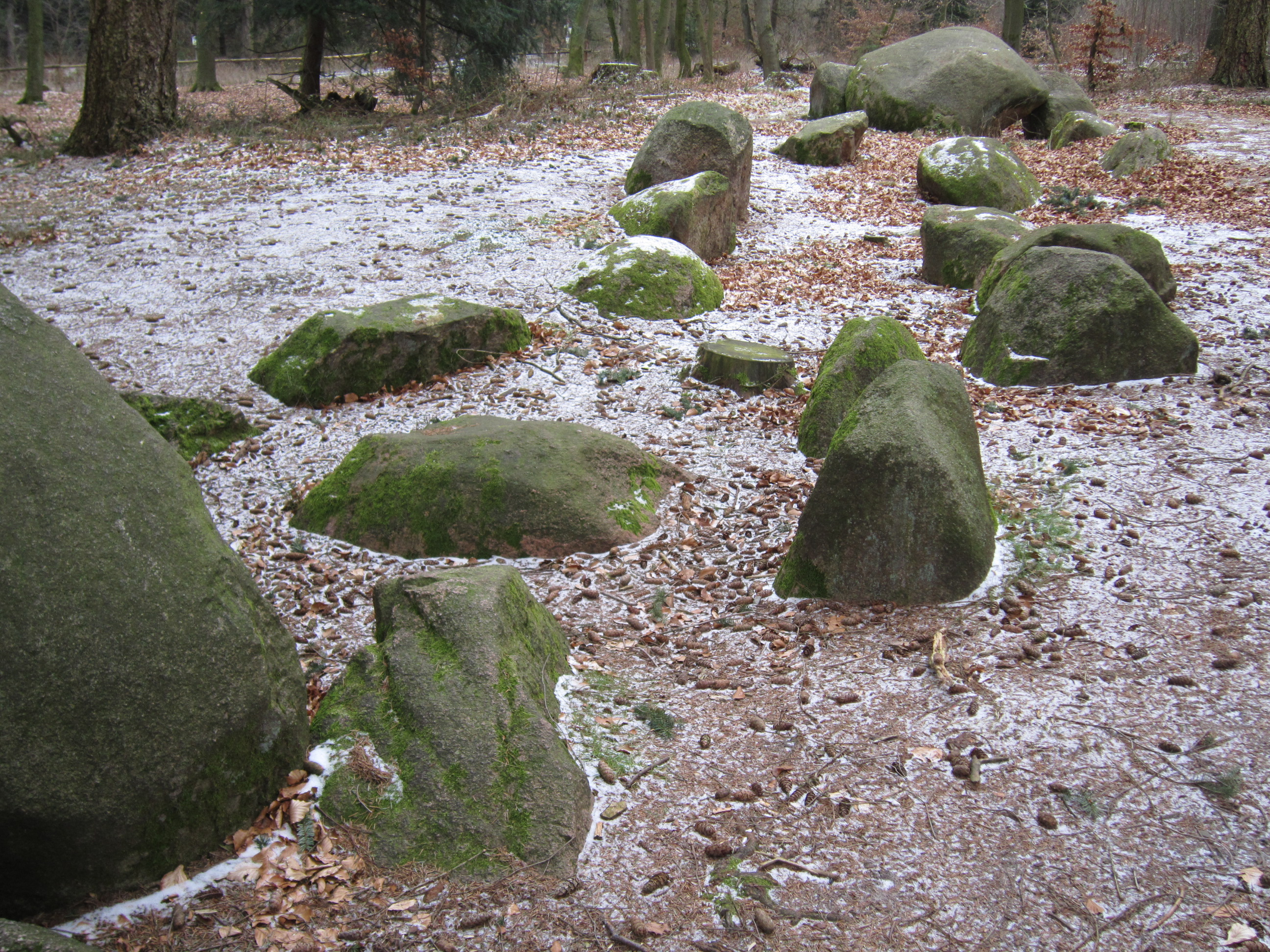
Großsteingrab am Stappenberg nahe Steinfeld

## Verkehrsanbindung

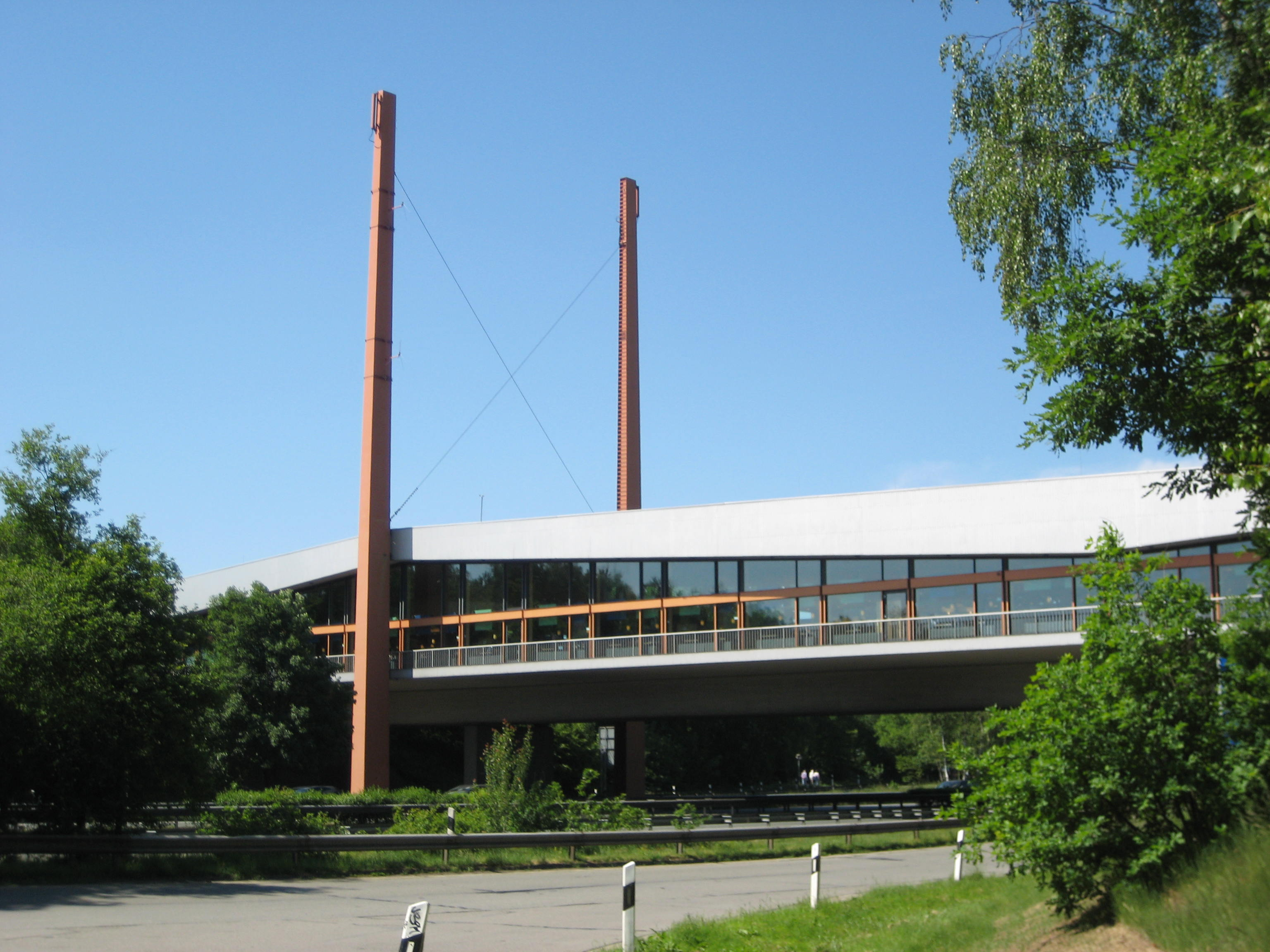
A 1: Brückenrestaurant Raststätte Dammer Berge

Durch den Südwestauslauf der Dammer Berge und nordwestlich an ihnen vorbei verläuft die A 1 mit dem Brückenrestaurant Raststätte Dammer Berge. Von der Anschlussstelle Neuenkirchen-Vörden gelangt man über Vörden nach Damme.
Nördlich von diesem Höhenzug (in Richtung Oldenburg und Bremen) gibt es in der Norddeutschen Tiefebene bis zur Nordsee keine Erhebungen über 100 m.

## Vermarktung
Zum „Erholungsgebiet Dammer Berge“ haben sich die Stadt Damme sowie die Gemeinden Holdorf, Neuenkirchen-Vörden und Steinfeld zusammengeschlossen. Das Erholungsgebiet ist eine von fünf Regionen, durch die die Boxenstopp-Route verläuft.